# Hydrichthys sarcotretis
Hydrichthys sarcotretis är en nässeldjursart som först beskrevs av Péron och Charles Alexandre Lesueur 1810.  Hydrichthys sarcotretis ingår i släktet Hydrichthys och familjen Hydrichthyidae. Inga underarter finns listade i Catalogue of Life.